# August Christoph von Wackerbarth

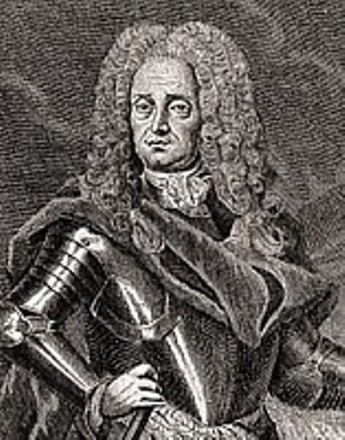
August Christoph Graf von Wackerbarth

August Christoph Graf von Wackerbarth, auch Christoph August, (* 22. März 1662 in Kogel bei Ratzeburg; † 14. August 1734 in Dresden) war ein Generalfeldmarschall und Staatsminister im Dienste Augusts des Starken. Er stand als faktischer „Bauminister“ an der Spitze des kursächsischen Bauwesens und wurde so zum „Regisseur des Dresdner Barock“.

## Leben
Auf Gut Kogel im Herzogtum Sachsen-Lauenburg als Spross des alten Lauenburger Adelsgeschlechts Wackerbarth geboren, kam  er 1679 als Page der dänischen Prinzessin Wilhelmine Ernestine zunächst an den kurpfälzischen Hof nach Heidelberg und dann mit dieser nach Sachsen, wo er 1685 in den Dienst Kurfürst Johann Georgs III. trat. Dieser ermöglichte ihm eine gründliche Ausbildung u. a. in Mathematik und Ingenieurwissenschaften sowie eine Grand Tour durch Europa. Anschließend zunächst Ingenieur beim Festungsbau, machte er 1691 den Pfälzischen Erbfolgekrieg gegen Frankreich und 1695 den Großen Türkenkrieg mit. 1697 beauftragte ihn August der Starke mit der Leitung des gesamten kurfürstlich-sächsischen Bauwesens. Seit 1702 Chef der Ingenieuroffiziere. Er diente ab 1703 gegen Frankreich und Bayern, wurde 1705 von Kaiser Joseph I. zum Reichsgrafen erhoben und zum Kommandanten von Hagenau ernannt, welches er 1706 den Franzosen übergab; anschließend wurde er Generalintendant der Zivil- und Militärgebäude. 1707 kämpfte er am Rhein unter Prinz Eugen von Savoyen. Im selben Jahr heiratete er die mit Eugen eng befreundete Madame de Brandebourg, die Witwe des Markgrafen Karl Philipp von Brandenburg-Schwedt. Diese war als Caterina di Balbiano aus dem Hause der Marchese von Colcavagno geboren worden und in erster Ehe als Gräfin von Salmour verwitwet. Ihren zweitgeborenen Sohn Joseph Anton Gabaleon von Wackerbarth-Salmour holte er später aus Turin nach Dresden und adoptierte ihn.
Nachdem er 1708 und 1709 als Generalleutnant im spanischen Erbfolgekrieg in Flandern gekämpft hatte, als Kommandeur des Infanterie-Regiments „Graf Wackerbarth“, wurde er 1710 Geheimer Rat, Kabinettsminister und General. Im Zuge des unter August dem Starken forcierten Ausbaus des 1682 geschaffenen stehenden Heeres in Sachsen löste Graf Wackerbarth, seit 1702 Chef der Ingenieuroffiziere, 1712 diese aus dem Artilleriecorps heraus und formierte damit ein auch de jure eigenständiges Corps. Es war das erste selbständige Ingenieurkorps in Deutschland überhaupt. Seine Chefs unterstanden direkt dem Landesherrn, waren bis 1745 zudem Generalintendanten der Militär- und Zivilgebäude und standen zugleich an der Spitze des zivilen Oberbauamts. Als Kommandeur des sächsischen Korps nahm er 1715 erfolgreich an der Belagerung von Stralsund beim Pommernfeldzug 1715/1716 teil. Mehrfach leitete er Gesandtschaften nach Wien. 1718 erhielt er die Gouverneursstelle in Dresden.
Als „Bauminister“ Augusts des Starken nahm er jahrzehntelang wesentlichen Einfluss auf den barocken Ausbau Dresdens sowie vieler Städte, Festungen und Schlösser in Sachsen und Polen. Von Fritz Löffler wurde er als „Regisseur des Dresdner Barock“ bezeichnet. Unter seiner Ägide wirkten viele Baumeister zusammen: Matthäus Daniel Pöppelmann, Architekt der augusteischen Hauptwerke, des Zwingers sowie der Schlösser Moritzburg und Pillnitz, agierte als Vertreter des – von Italien her geprägten und über Wien und Prag vermittelten – beschwingten Hochbarock. Zacharias Longuelune führte ab 1713 den französischen klassizistischen Barock in Dresden ein. Der schon der nächsten Generation angehörende Johann Christoph Knöffel, ein von Wackerbarth entdeckter und geförderter Sachse, entwickelte die zurückhaltendere, am französischen Klassizismus orientierte Auffassung Longuelunes fort und begründete später das sächsische Rokoko. 1728 avancierte er neben den beiden Vorgenannten zum dritten Oberlandbaumeister. Im Oberbauamt wurden stets mehrere Architekten getrennt mit Entwürfen beauftragt und anschließend wurde in der Regel nicht einer ausgewählt, sondern unterschiedliche Formenelemente der einzelnen Entwürfe miteinander kompiliert, wobei Wackerbarth stets mitwirkte und oft auch der König. Dieses „kollegialische“ Verfahren führte zur Synthese vieler Stileinflüsse.

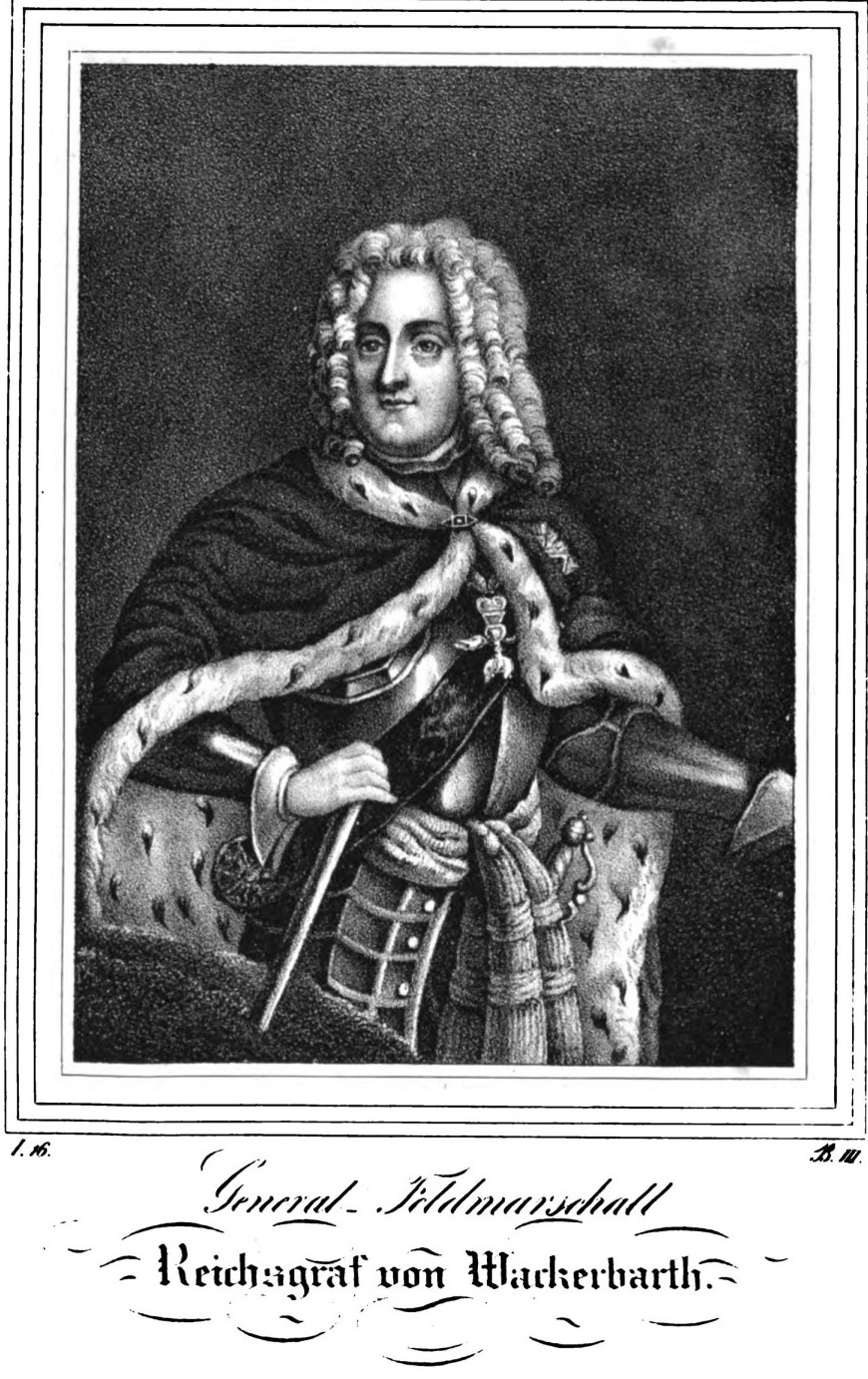
Reichsgraf von Wackerbarth als Generalfeldmarschall des Kurfürstentums Sachsen

1728, nach dem Brand seines Gouverneurshauses, wobei seine privaten Sammlungen einschließlich vieler Planungsrisse zerstört wurden, übergab er die Generalbauintendantur an Jean de Bodt. 1730 erfolgte durch Kaiser Karl VI. die Ernennung zum Generalfeldmarschall des Kurfürstentums Sachsen als Nachfolger Flemmings. Im selben Jahr organisierte Wackerbarth die große Truppenschau der von ihm gründlich reformierten sächsischen Armee, das Zeithainer Lustlager.
Nachdem August der Starke 1733 in Warschau gestorben und dessen Sohn, Kurfürst Friedrich August II., noch im selben Jahr ebenfalls zum König von Polen gewählt worden war, rückte Wackerbarth mit der ganzen sächsischen Armee zur Krönung nach Krakau; Krankheit nötigte ihn aber bald zur Heimkehr und schon am 14. August 1734 starb er im 72. Lebensjahr in Dresden. Beigesetzt wurde der Alte Wackerbarth (wie man ihn zur Unterscheidung von seinem inzwischen ebenfalls zum Kabinettsminister avancierten Adoptivsohn nannte) in der St.-Georgen-Kirche in Zabeltitz. 
Die Ingenieurkammer Sachsen verehrt die Ingenieurleistungen des August Christoph von Wackerbarth, indem sie die Wackerbarth-Medaille als höchste Auszeichnung vergibt, 2013 erstmals verliehen, wobei zu den ersten Preisträgern der Leipziger Automatisierungsprofessor und Bauingenieur Klaus-Peter Schulze von der HTWK Leipzig gehörte.

## Bauten

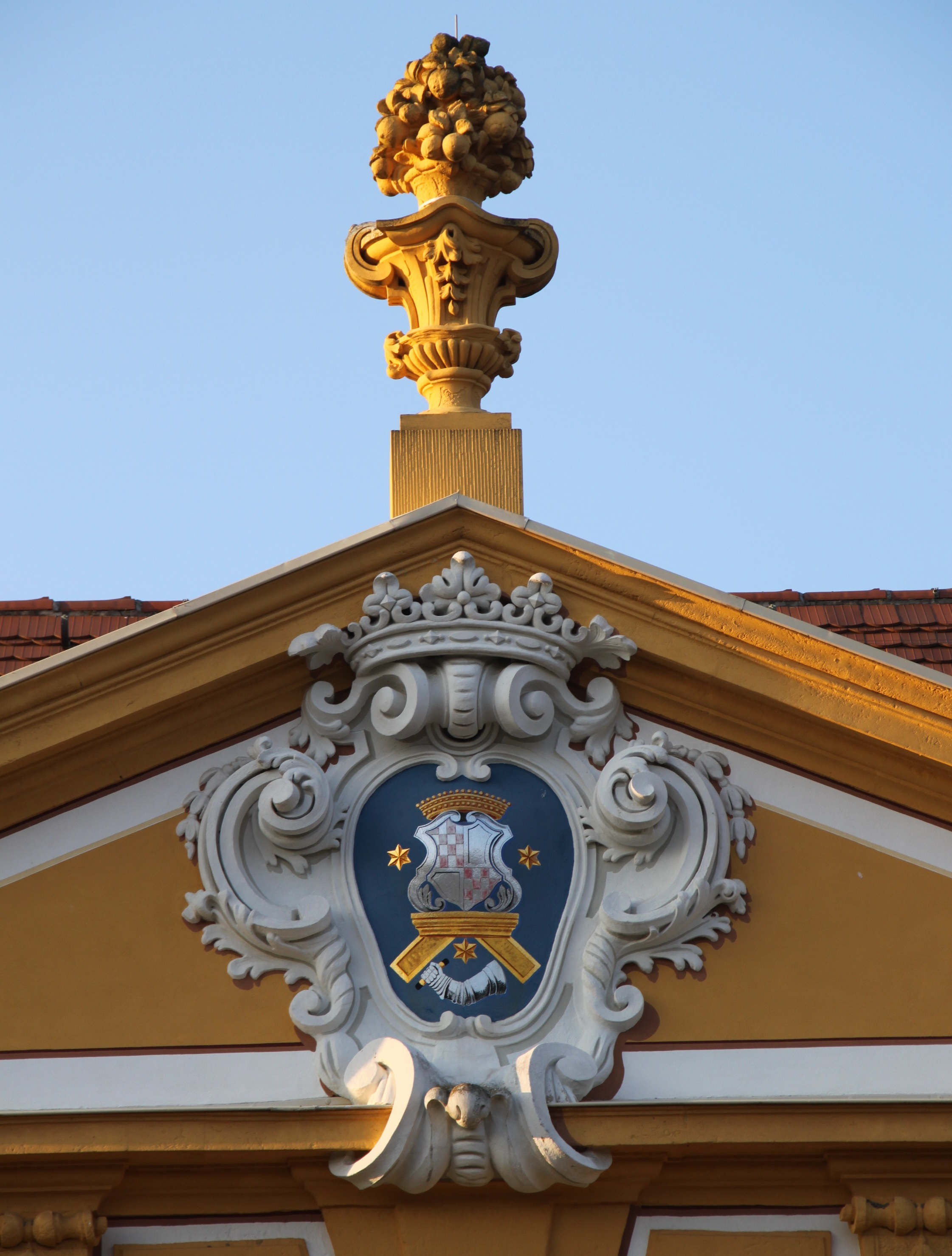
Wappen Wackerbarths im Giebelfeld der Oberen Orangerie in Großsedlitz

Neben seiner dienstlichen Beteiligung an allen königlichen Großbauten sowie den Bauwerken, die unter Federführung des Dresdner Oberbauamts entstanden, das unter seiner Aufsicht stand, ließ Wackerbarth auch einige private Bauwerke errichten: 1715–16 ließ er in Dresden das Haus Rampische Straße 33 nach Entwürfen von Matthäus Daniel Pöppelmann erbauen, das er aber bereits 1717 an die Türkin Fatima, eine königliche Mätresse, verkaufte. 1715 erwarb er auch das abgebrannte Rittergut in Großsedlitz und ließ dort von 1719 bis 1723 ein dreiflügeliges Barockschloss errichten, ferner von Knöffel die Obere Orangerie und die ersten Teile des Barockgartens Großsedlitz. Jedoch veranlasste ihn August der Starke 1723, ihm diesen Besitz zu verkaufen, zunächst noch unter Geheimhaltung, sodass Wackerbarth bis 1726 weiterhin als Bauherr der entstehenden Gartenanlagen auftrat.
Ab 1727 ließ er dann auf angekauften Weinbergsgrundstücken das Schloss Wackerbarths Ruh’ als Alterssitz in der Niederlößnitz (Radebeul) durch den von ihm entdeckten und geförderten Architekten Johann Christoph Knöffel erbauen; die Gesamtanlage war erst kurz vor seinem Tode fertiggestellt. Heute ist das Schloss der Sitz des sächsischen Staatsweingutes. Das 1723–1728 ebenfalls durch Knöffel errichtete Palais Wackerbarth am Beaumontplatz in der Dresdner Neustadt (1945 ausgebrannt und 1963 abgetragen) nutzte der Armeechef als Ritterakademie (eine Art Kadettenanstalt) für die Ausbildung des Offiziersnachwuchses. Als Wohnsitz diente dem Dresdner Gouverneur das Gouvernementshaus, das 1728 – ausgerechnet während eines Übernachtungsbesuches des preußischen Königs Friedrich Wilhelms I. – abbrannte. Da die gesamte Habe Wackerbarths, einschließlich seiner Kunstsammlung, Bibliothek und seiner umfangreichen Sammlung von Bauzeichnungen verloren war, schenkte August der Starke ihm das Ruinengrundstück, wo er 1728/29 von Knöffel und den Mitarbeitern des Oberbauamts ein neues Gebäude errichten ließ, das nach einem späteren Besitzer bis heute Kurländer Palais genannt wird. Ferner schenkte der König ihm das Renaissance-Jagdschloss Zabeltitz samt Rittergut, welches Wackerbarth durch Knöffel um einen Barockgarten und ein barockes Palais erweitern ließ. Im selben Jahr gab er jedoch die Generalbauintendantur ab und konzentrierte sich auf seine militärischen Aufgaben.

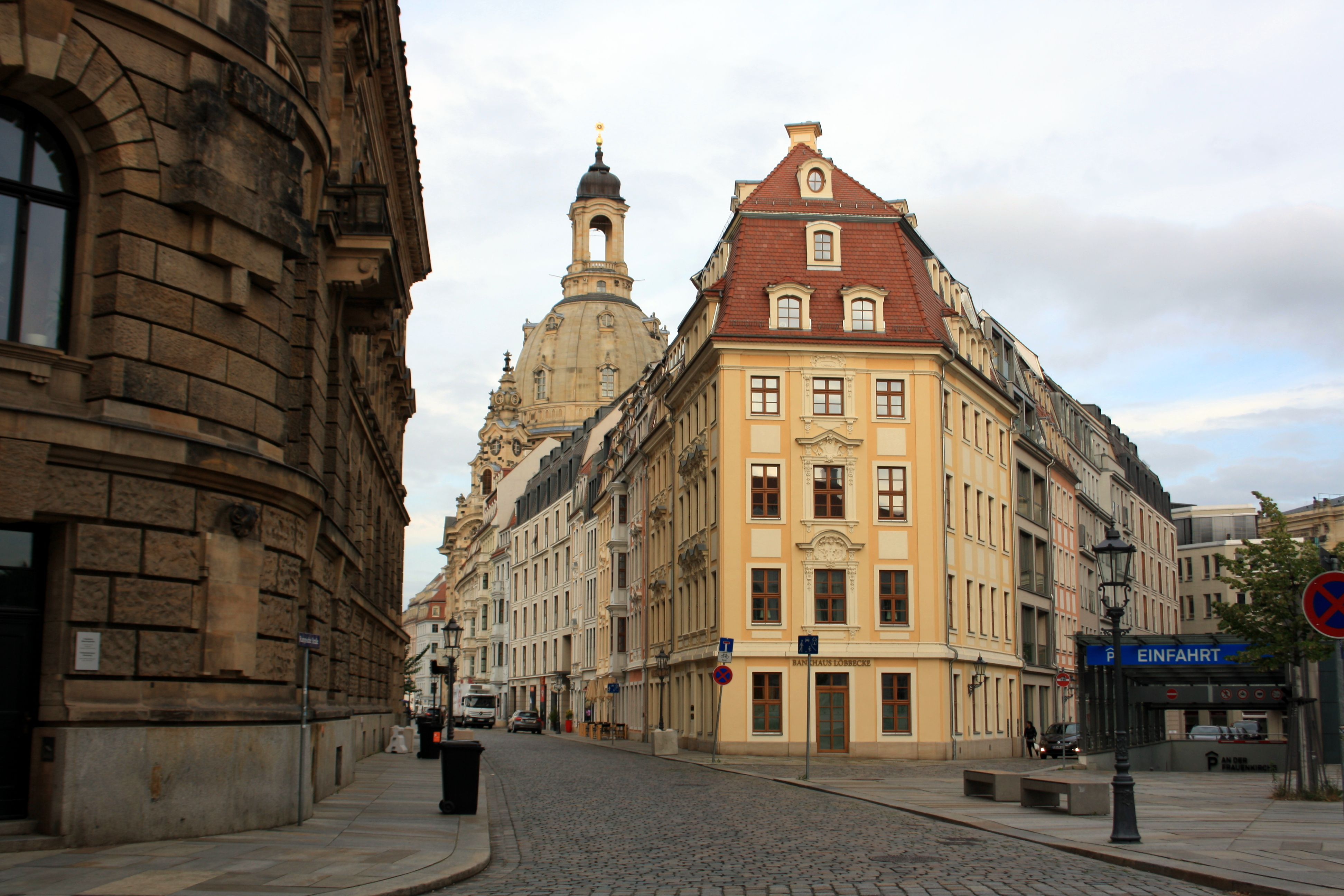
Haus Rampische Straße 33, Dresden
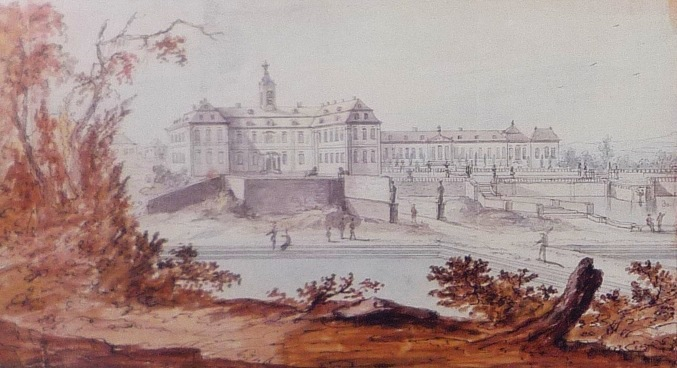
Schloss Großsedlitz
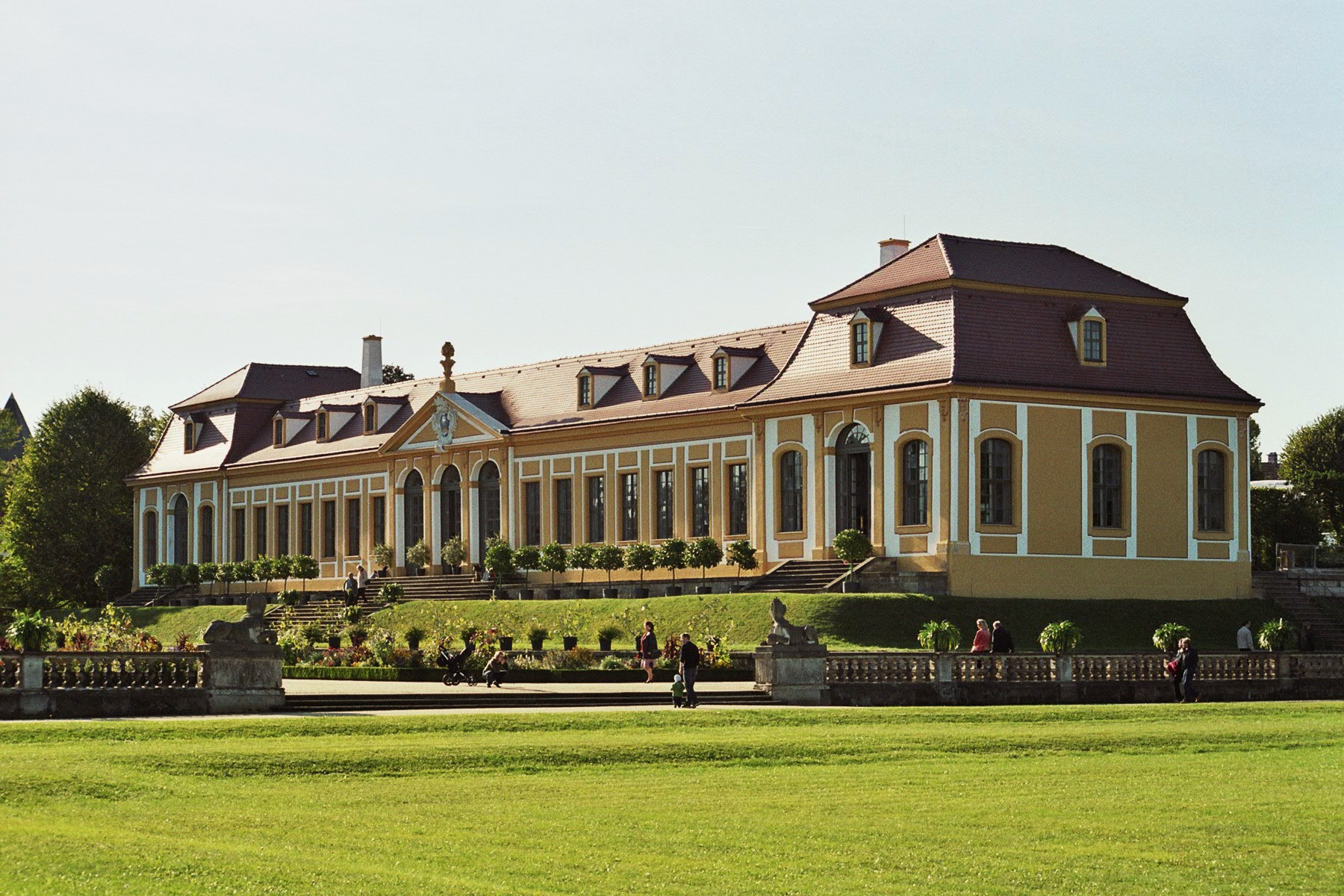
Die Obere Orangerie in Großsedlitz
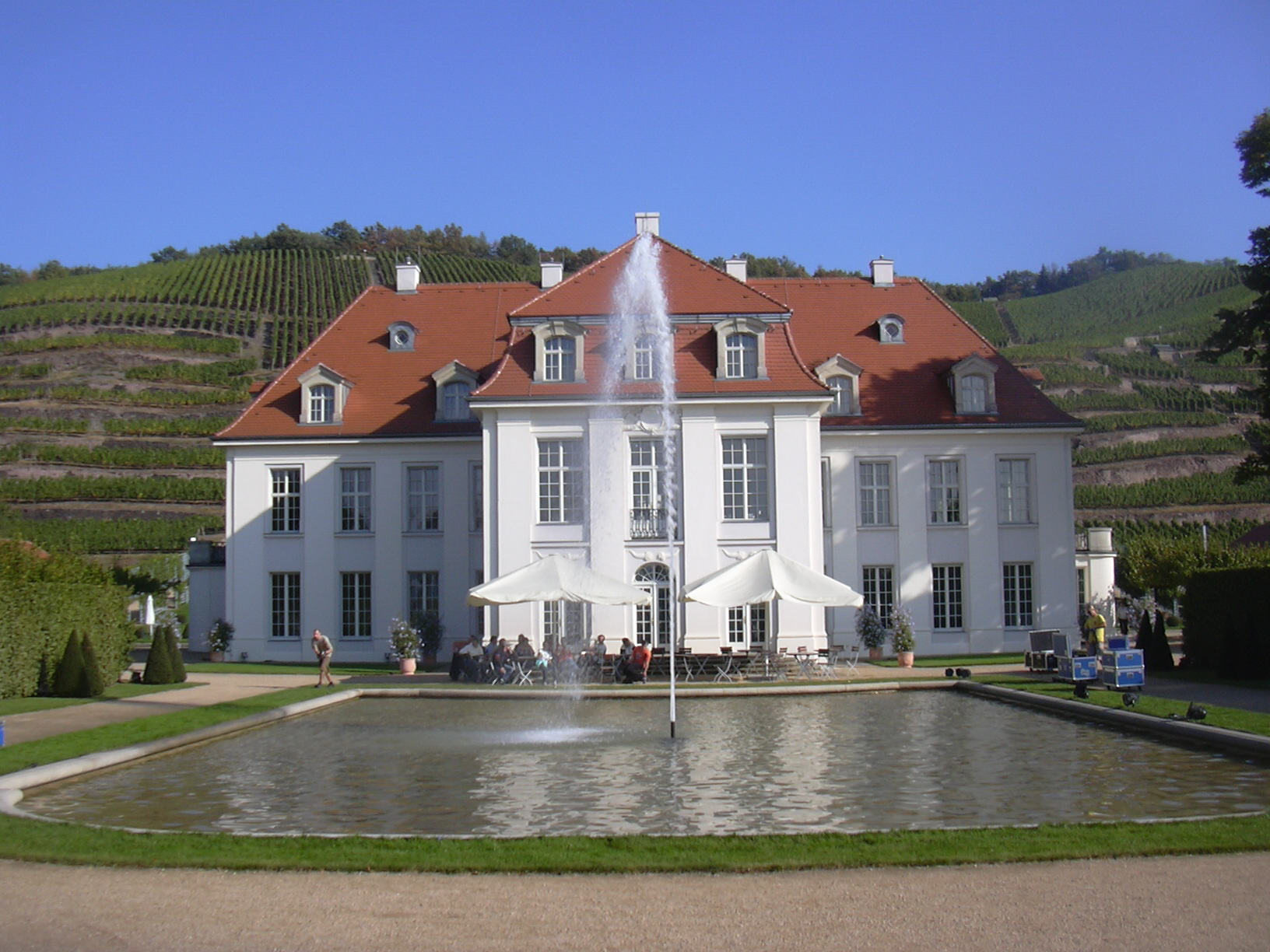
Schloss Wackerbarths Ruh’ in Radebeul
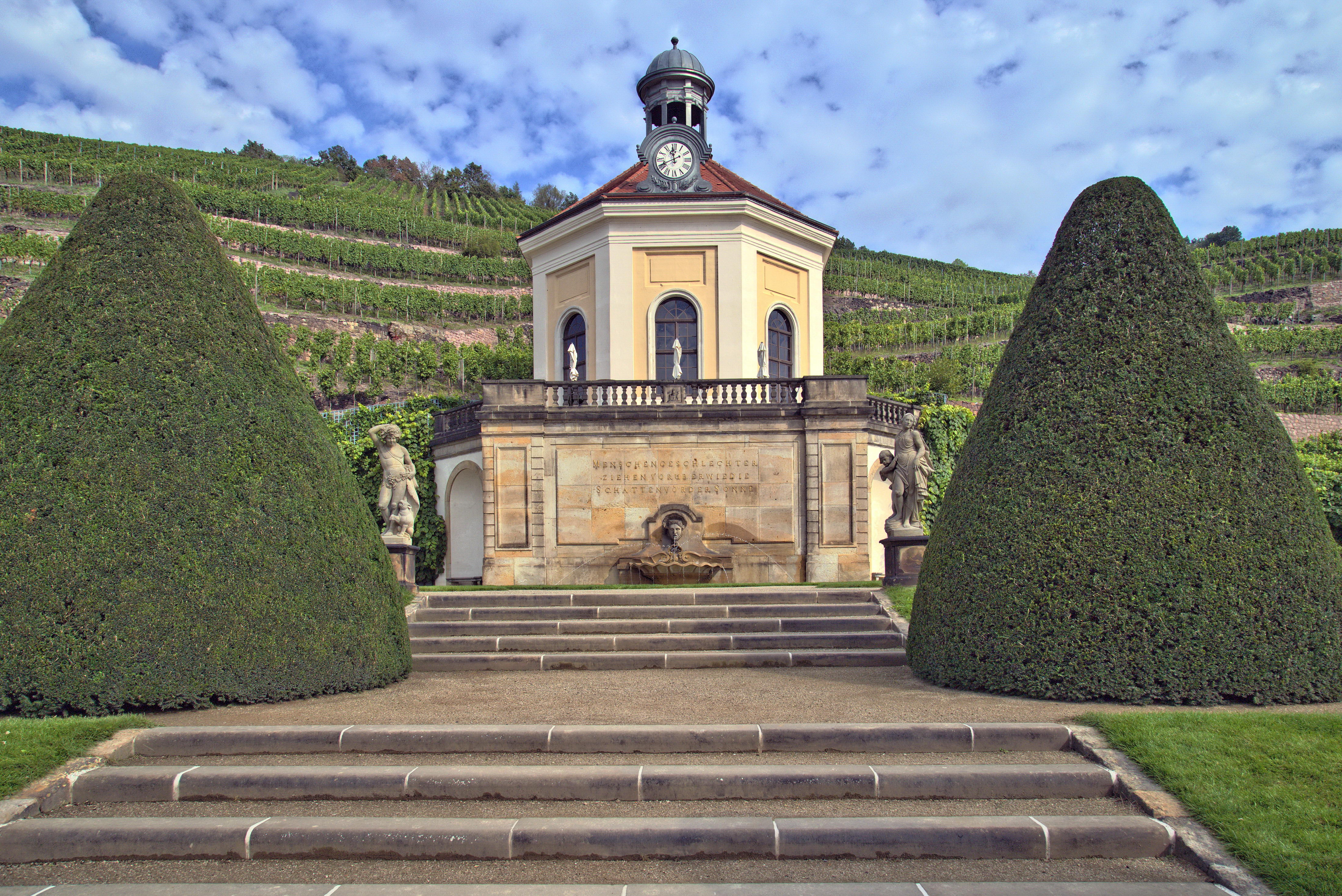
Belvedere in Wackerbarths Ruh’
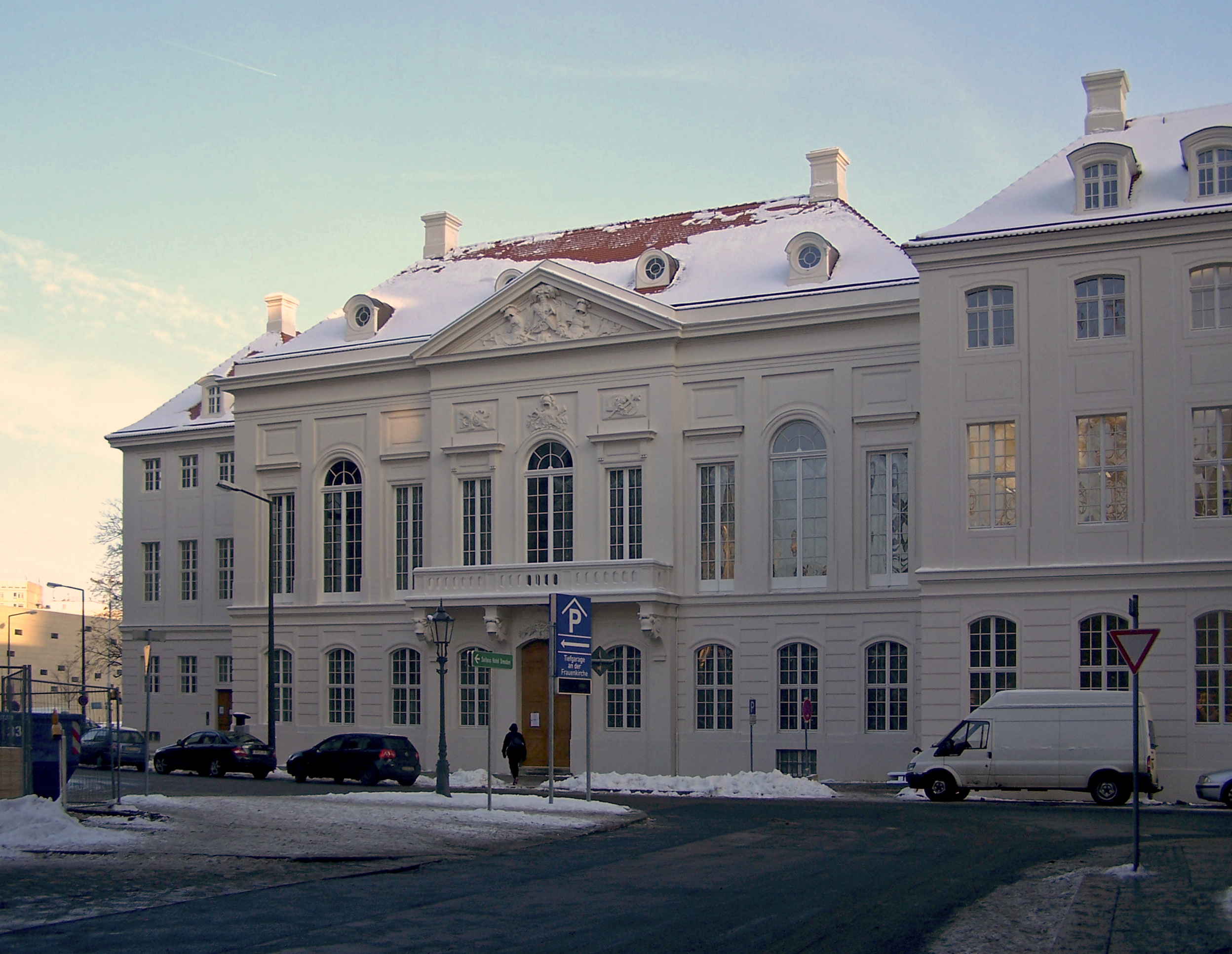
Gouvernementshaus (späteres Kurländer Palais), Dresden
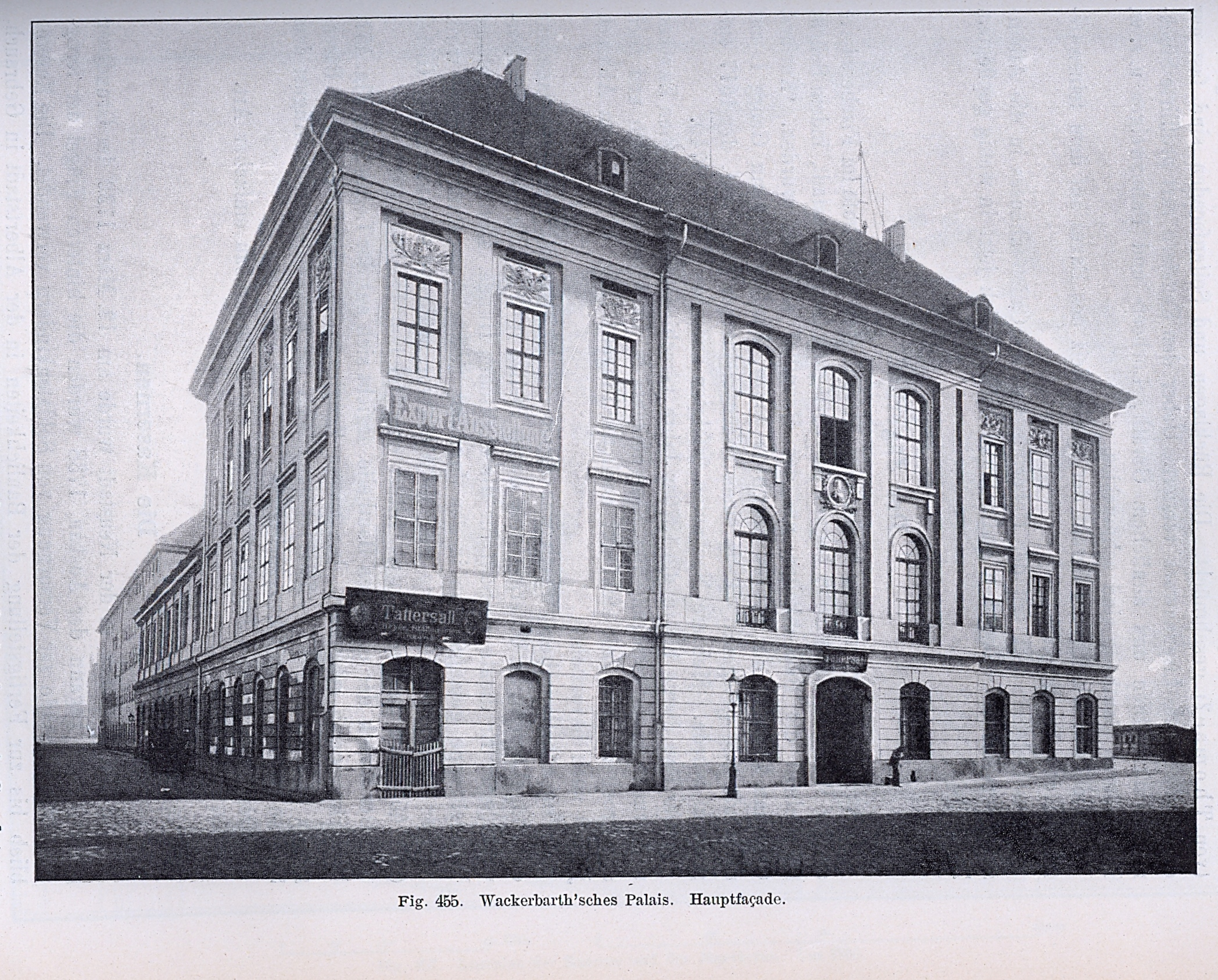
Palais Wackerbarth in Dresden
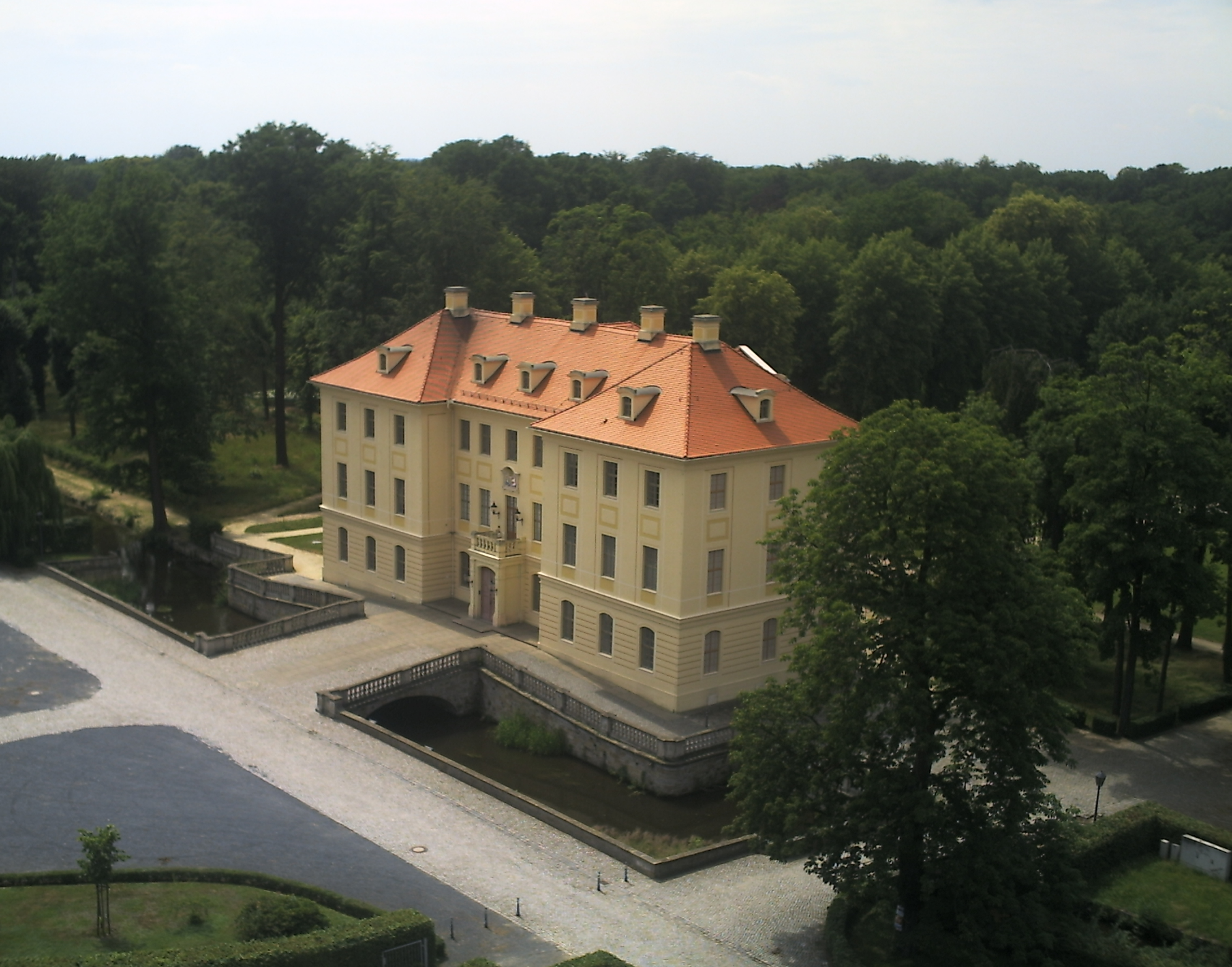
Barockschloss Zabeltitz

## Film
- In der aufwändig produzierten DDR-Filmreihe Sachsens Glanz und Preußens Gloria wurde er von Günter Wolf gespielt.